# Фиджийская кухня
Фиджийская кухня (англ. Fijian cuisine) — традиционная кухня, распространённая на территории Фиджи; является частью традиционной кухни Океании. Традиционные блюда готовятся, в основном, из продуктов, выращенных на фермах; прежде всего это клубни и кокосы. В колониальную эпоху большое распространение приобрели рис, пшеница и чай. Кухня известна блюдами из морепродуктов и различных зелёных овощей, включая «ота» — молодые побеги лесного папоротника и «беле» — растение, напоминающее по вкусу шпинат. Большое влияние на фиджийскую кухню оказали пищевые традиции индийцев, которых Британская империя ввозила в колонию Фиджи в качестве работников.

## Пищевые традиции

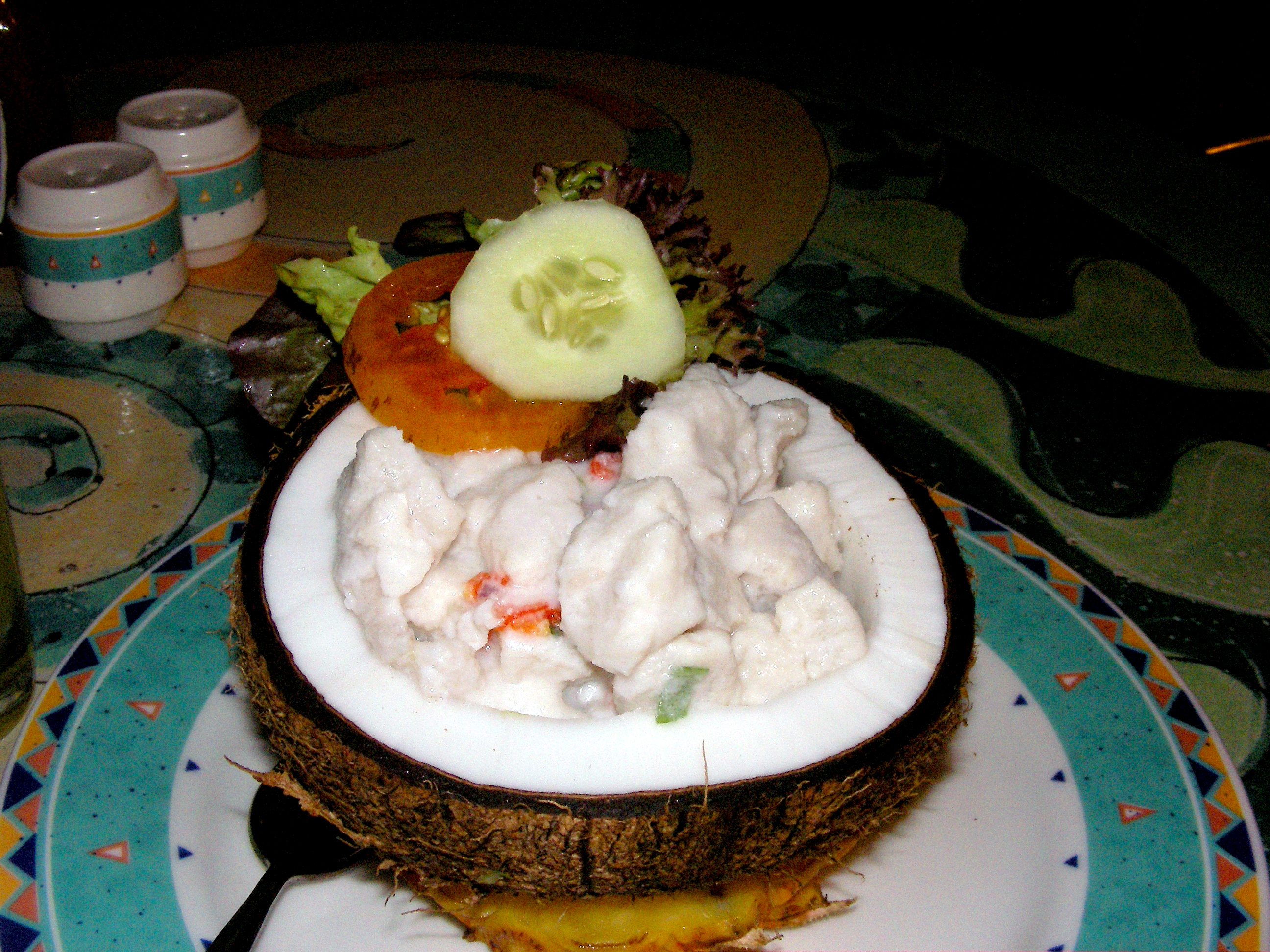
Кокода — сырая рыба в соусе и с овощами

Традиционный завтрак включает в себя региональные блюда — роти и карри, отварное таро, рыбный суп, иногда крекеры с маслом, а также такие продукты, как хлеб, хлопья, молоко, чай и кофе. Диета сопоставима с диетой соседних островных стран, таких как Самоа и Тонга. Широкий ассортимент продуктов питания доступен благодаря старым торговым путям, охватывающим эти страны.
Популярны курятина и баранина, тогда как блюда из говядины и свинины готовят в особых случаях, таких как свадьбы. Колбаски из баранины и курицы, а также яйца часто являются самыми недорогими источниками белка в домашних условиях. Фиджийцы получают белок в основном из морепродуктов. Многие местные дети с удовольствием отправляются на рыбалку, чтобы перекусить. Для коренных народов, проживающих вдоль побережья, пресноводные и морские креветки, мидии, моллюски, морские ежи, морские огурцы, устрицы, омары, рыба, крабы, осьминоги и кальмары на протяжении многих лет являлись основным источником питания. В течение многих лет ели также черепах, однако из-за изменения пищевых привычек и сокращения численности животных правительство Фиджи жестко ограничило или запретило потребление многих видов, находящихся под угрозой исчезновения. Фиджийцы не едят акул, поскольку считают, что они олицетворяют собой морского бога Дакуваку.
Кокосовое молоко, морская вода, индийские специи, лук, морковь, чеснок, имбирь, лайм, лимоны, листья карри и перец чили являются главными ароматизаторами, а соевый и устричный соусы — популярными добавками, что указывает на китайское влияние.
Традиционный обед в деревнях состоит из приготовленных на пару́, содержащих крахмал, продуктов, таких как маниока или таро, а также супа и чая, подслащенного тростниковым сахаром. Индо-фиджийцы едят на обед традиционные блюда из риса, дал и мясное или овощное карри с салатом или чатни. Чай масала — главный напиток во многих индо-фиджийских семьях. Однако большинство горожан обращаются к легкодоступным западным фаст-фудам, которые сейчас становятся популярной едой среди молодого поколения.
Традиционный ужин часто представляет собой что-то изысканное и мясное, например, тушеное мясо, супы, карри, картофель фри и даже традиционные блюда из земляной печи — лово (похожей на уму или ханги). Обычно эти блюда подают с простым салатом и рисом или корнеплодами. Рацион фиджийцев также основан на кормовых продуктах, таких как лесные папоротники и дикие травы, которые сейчас повсеместно продаются на продовольственных рынках. Такие травы, как кориандр и мята, широко используются для придания аромата как сладким, так и солёным блюдам. Консервы составляют главные запасы кладовок; большой популярностью пользуются консервированная скумбрия, сардины, тунец, печёная фасоль, солонина из говядины и баранины, сгущённое молоко.

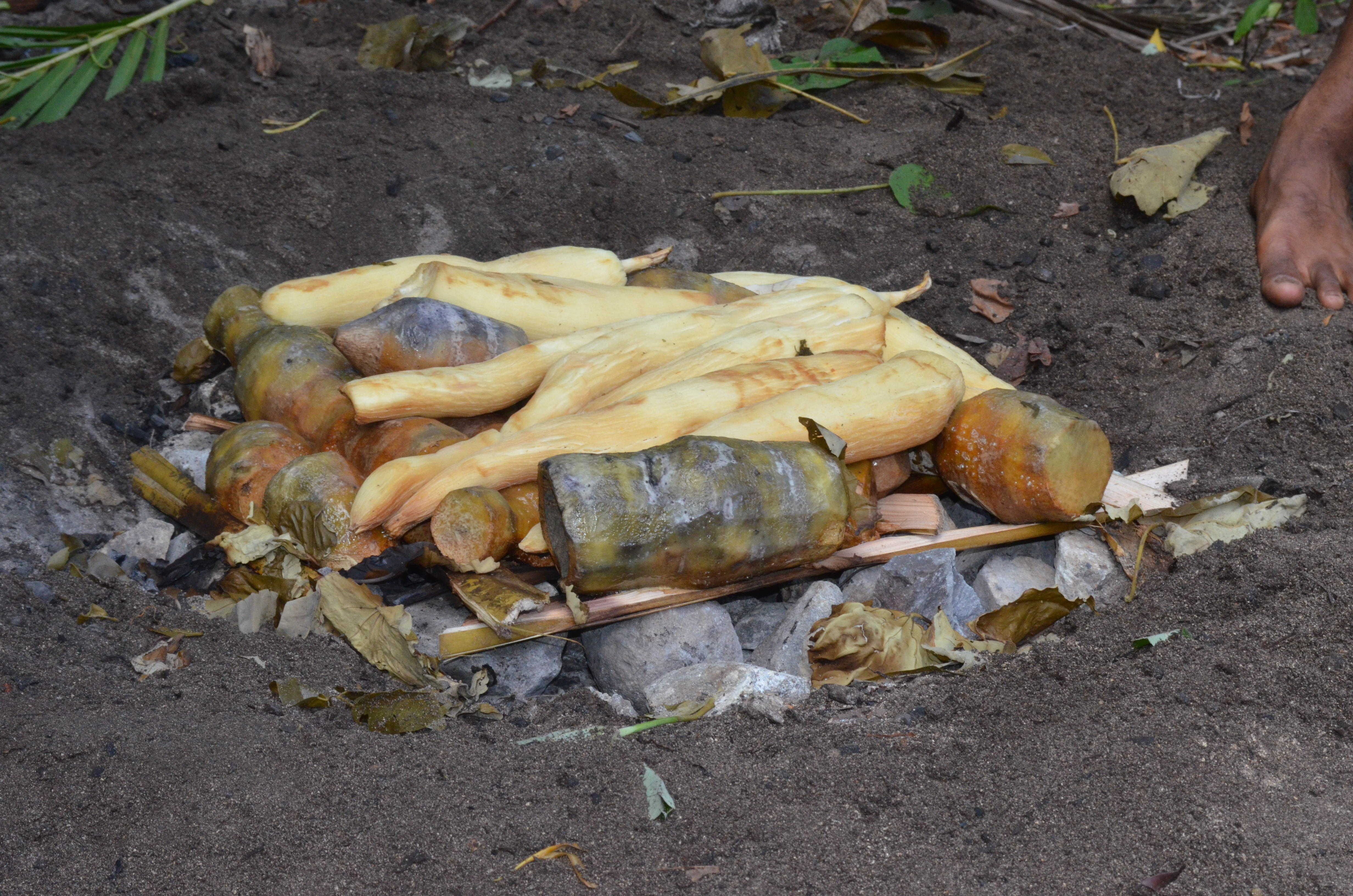
Лово — традиционный метод приготовления пищи на раскаленных камнях под землей

В фиджийской кухне популярны закуски, которые едят между приемами пищи — часто к утреннему и послеобеденному чаю. Не менее популярны десерты. Десертные блюда включают приготовленный на пару кокосовый пудинг, богатый сахаром и жирами. Пудинг из жженого сахара (пурини или пудини) — один из самых популярных пудингов фиджийской кухни. Своим появлением блюдо, скорее всего, обязано британцам, учитывая их любовь к выпечке и пудингам на пару. В большинстве пудингов в качестве основных ингредиентов используются кокосовые сливки, карамелизированный сахар, мука и разрыхлитель. Смесь разливают по формам и варят на пару 1–2 часа. Для улучшения вкуса иногда добавляют корицу или изюм. Другим местным десертом является плотный пирог, похожий на пятнистый дик, но приправленный кардамоном, имбирём, сгущённым и кокосовым молоком и сиропом сахарного тростника. Его едят в горячем или холодном виде, смазав маслом. Ещё один популярный десерт — вакалоло, который готовят из тёртой маниоки, имбиря, сахара, кардамона и кокосового молока. Из смеси формируют небольшие плоские блины, заворачивают в банановые листья и готовят на пару. Блюдо включает в себя множество индийских специй для усиления вкуса. Большой популярностью у фиджийцев пользуются пироги с заварным кремом, тыквой или ананасом.
При готовке лово еду заворачивают и готовят в течение нескольких часов на раскаленных камнях, засыпанных землей и мешками. В качестве приправ к мясу используются соевый соус, чеснок, перец чили и имбирь. Рыбу обычно готовят на пару в листьях таро с луком, чесноком, перцем чили и кокосовым молоком; блюдо называется «Фиш-ин-лоло». Ещё одним распространенным блюдом для готовки в печи лово является палусами, популярным дополнением к которому служат как вегетарианские, так и не вегетарианские блюда. Палусами готовят из молодых нежных листьев таро, кокосового молока, имбиря, чеснока, перца чили, сока лайма, соли. Блюдо может включать рыбу или солонину из говядины или баранины. Палусами также является основным блюдом меню наряду с руру, аналогичным блюдом из листьев таро. Ямс, маниока и таро являются главными продуктами при готовке в лово, содержащими крахмал. Для их приготовления требуется много людей, чему придаётся особое значение.

## Ингредиенты

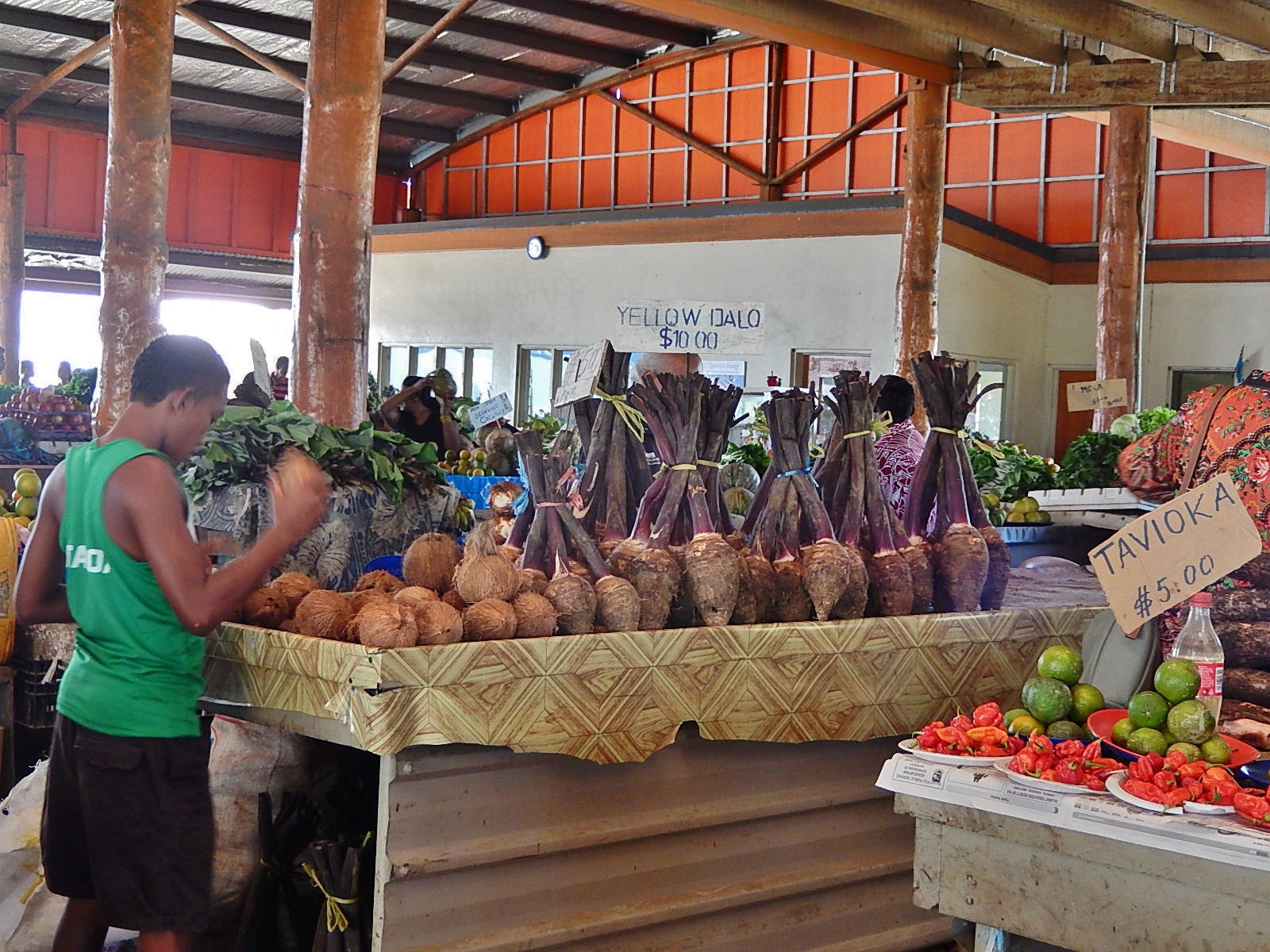
Таро и кокосы на рынке в Нанди

Таро — самый важный продукт фиджийской кухни. Его корнеплоды доступны в 70 различных вариантах; некоторые после приготовления становятся розовыми, желтыми или остаются белыми. Его можно выращивать в любых почвенных условиях. Таро является богатым источником клетчатки.
Маниока или тавиока заменила ямс и в настоящее время является наиболее выращиваемой и потребляемой основной культурой на Фиджи. Корнеплод варят в солёной воде до мягкости и едят с рагу и карри.
Кумала традиционно не являлся основным продуктом питания коренных жителей Фиджи. Его привезли из Папуа-Новой Гвинеи. Его легко выращивать, и он дает хороший урожай. Сейчас кумала является самым дешёвым из всех корнеплодов. Его используют при приготовлении супов, рагу или карри.
Хлебное дерево — сезонный продукт. Его выращивают на огородах в деревнях.
Рис был привезен индийскими иммигрантами и выращивается для внутреннего использования на Фиджи.
Лист таро — руру, является самой важной товарной культурой для фиджийских общин. Его используют в повседневной трапезе, а также в церемониальных трапезах для приготовления палусами.
Беле — питательный зелёный листовой овощ, широко распространённый на островах Океании. Листья являются богатым источником витаминов и минералов, таких как железо и магний, провитамины А и С, а также содержат очень высокий уровень фолиевой кислоты, важного питательного вещества для беременных и кормящих женщин.
Тубуа — ещё один популярный овощ фиджийской кухни. Фиджийцы также едят листья тыквы, маниоки и сладкого картофеля.
Особенное отношение у местных жителей к кокосу. Его выращивают в большинстве прибрежных районов. Кокос употребляется не только в пищу, но и играет важную роль в экономике Фиджи.